# Gradius NEO Imperial
Gradius NEO IMPERIAL (グラディウスNEO -IMPERIAL-?) es un videojuego de tipo matamarcianos del año 2004 publicado por Konami para teléfonos móviles exclusivamente en Japón.
La serie para móviles Gradius NEO apareció como secuela del último videojuego de Nemesis, Nemesis 3.